# ガラスの天井
ガラスの天井（ガラスのてんじょう、英語: glass ceiling）とは、資質・実績があっても女性やマイノリティを一定の職位以上には昇進させようとしない組織内の障壁を指す 。女性やマイノリティが実績を積んで昇進の階段をのぼってゆくと、ある段階で昇進が停まってしまい先へ進めなくなる現象。鉄でなくて ガラスであるのは「目では見えない障壁に阻まれている」ことからの表現である。
当初は企業・政府機関で働く女性に対して用いられていたが、現在は男女を問わずマイノリティの地位向上を妨げる慣行に対しても象徴的に用いられている。また企業だけでなく学術・スポーツの分野、政治の世界で指導的立場につく女性が少ないことにも、しばしばこの表現が用いられる。

## 概要
アメリカの企業コンサルタントだったマリリン・ローデン (Marilyn Loden) が1978年に用いたのが英語圏での最初の使用例とされる。
その後、ウォールストリート・ジャーナル紙が1986年3月に掲載した女性の昇進をはばむ企業文化に関する特集記事などでこの言葉が取り上げられて注目を集め、広く一般に用いられるようになった。
1991年には、アメリカで公民権法の修正が行われたさいに「ガラスの天井委員会 Glass Ceiling Commission」が議会に設置され、アメリカ国内の女性の労働環境について広範な調査が行われた。同委員会は1995年に最終報告書を発表し、このなかでガラスの天井を「目に見えないが打ち破ることのできない障壁で、資格や実績があっても女性・マイノリティをキャリアの階段の上層部から閉め出す役割を果たしている」と定義した。
この定義は、女性を含む活発な労働力が経済成長に欠かせないとする立場から国際労働機関  (ILO) が参照してさまざまな労働実態調査を行うさいの指標としたため、「ガラスの天井」に対する問題意識が世界各国へ急速に広まることとなった。

## 背景

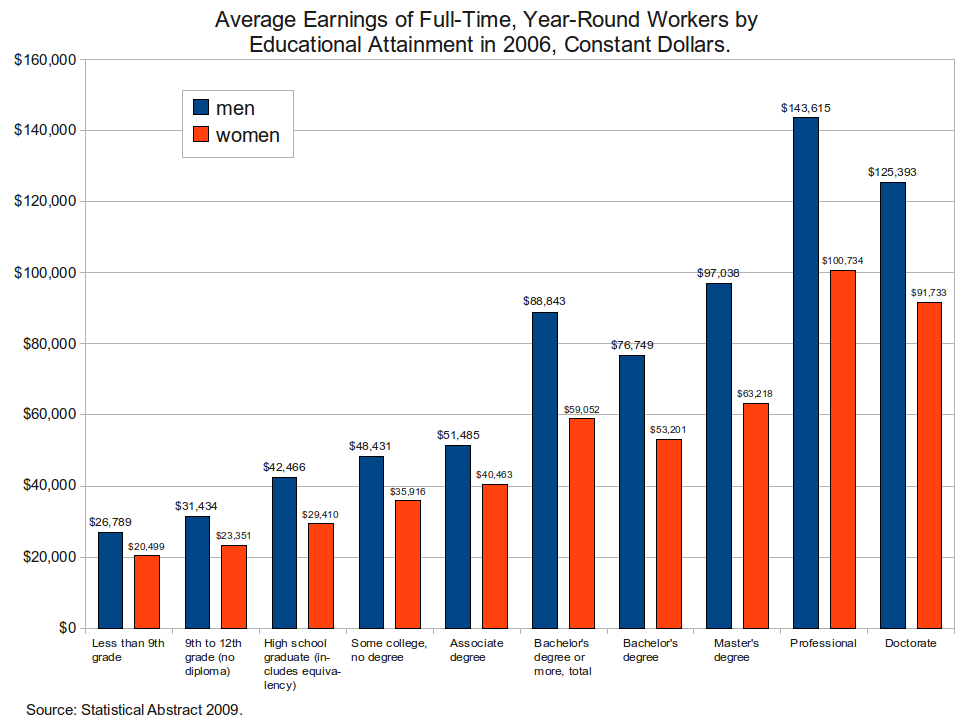
米国における同一の教育レベルにある男女についての収入格差（2006年）

1980年代以降のアメリカでは労働人口に占める女性の割合が急速に高まった。国際労働機関 (ILO) が2008年に行った調査では、アメリカの就業者全体に占める女性の割合は 46.7 %に達しており、労働市場において女性は男性と数量的な平等をほぼ達成するに至っている。
しかし上級管理職に就任する女性は限られており、アメリカの優良企業500社で役員会メンバーに女性が占める割合は約16 %にすぎず、女性のCEO（最高経営責任者）は500人のうち21人に過ぎなかった。
こうした現状が一方では社会平等に反すると考えられたこと、また一方ではこうした状況を放置すると女性の就労機会を疎外し結果的に経済成長をさまたげる要因になるとする危機感が高まったことなどから、アメリカではさまざまな対策が講じられるようになった。
その過程で高位の管理職への就任だけでなく、広く男女間の賃金・待遇の格差も注目され、そうした格差の存在を可視化するさまざまな試みが行われるようになった。世界経済フォーラムによる「ジェンダーギャップ指数 Gender Gap Index」、イギリスの『エコノミスト』誌による「ガラスの天井指数 Glass Ceiling Index」などがその例である。
なぜガラスの天井が多くの組織に存在するかについては様々な理由が指摘されている。アメリカについて行われた調査では、昇進認定の手続が不透明でごく一部の幹部によって決定されていること、男性幹部のインナーサークルに女性がアクセスしづらい傾向にあること、などが偏った判断をもたらす要因に挙げられている。

## 世界の状況

### アメリカ
- アメリカにおいて東アジア系の人が被雇用者が一定以上には昇進できない現象が知られるようになり、これはとくに「竹の天井 bamboo ceiling」と呼ばれるようになった[19][20]。
- 2016年のアメリカ大統領選挙でヒラリー・クリントンが敗退した際、クリントンは大統領職を女性にとっての「もっとも高く、もっとも打ち破りがたいガラスの天井」と形容した[21]。

### 日本
日本の企業や政府機関で同様の現象が際立っていることは世界的に広く知られており、上記「ガラスの天井指数」によれば、2017年の段階で、調査対象29か国のうち日本は韓国と並んで最下位に位置している。また2019年の「ジェンダーギャップ指数」では、153か国中121位だった。
一方で、日本でも2000年前後からは海外の動向を受けて女性の就労環境改善が政治目標に掲げられるようになり、1999年には「男女共同参画社会基本法」が成立、2001年には内閣府に男女共同参画局が設置され、『男女共同参画白書』が毎年刊行されるようになった。
2003年には「社会のあらゆる分野において、2020年までに、指導的地位に女性が占める割合」を「30％」とする目標が閣議決定された。しかし2020年に帝国データバンクが国内の約1万1000社を対象に行った調査では、課長相当職以上についている女性管理職の割合は 7.8 %にとどまっている。政府は同年12月、実態が目標に遠く届いていないことを認め、「女性管理職30％」を「2020年代の可能なかぎり早期に」達成すべき目標などとする「第５次男女共同参画基本計画」を新たに閣議決定した。

## 関連文献
- Brooks, Roy L.: The racial glass ceiling : subordination in American law and culture (New Haven : Yale University Press 2017)
- Cotter, David A. et al. "The Glass Ceiling Effect" (Social Forces, Vol. 80, No. 2, Dec., 2001, pp. 655-68)
- Davidson, M. J.; Burke, R. J. Women in management worldwide: Facts, figures and analysis. Aldershot, UK: Ashgate, 2004.
- Fitzpatrick, Ellen F.: The highest glass ceiling : women's quest for the American presidency (Cambridge, Massachusetts : Harvard University Press, 2016
- Levine, Linda. "The Glass Ceiling: A Fact Sheet" (Report for Congress, Jan. 14, 2000)
- Palmer, Barbara and Dennis Michael Simon: Breaking the Political Glass Ceiling : Women and Congressional Elections. (Hoboken : Taylor & Francis, 2008)
- Powell, G. N.; Graves, L. M.. Women and men in management (3rd ed.) (Thousand Oaks, CA: Sage, 2003)
- Ryan, Michelle K et al.: The glass ceiling in the 21st century understanding barriers to gender equality (Washington, D.C. : American Psychological Association, 2009)
- 大内 章子「大卒女性ホワイトカラーの中期キャリア : 均等法世代の総合職・基幹職の追跡調査より」（関西学院大学『ビジネス&アカウンティングレビュー』-(9), 85-105, 2012-03
- 野崎 与志子「ジェンダー・ダイナミックスとアメリカ社会の変化 : 女性の労働参加とグラス・シーリング」（成蹊大学『アジア太平洋研究』 (38), 39-51, 2013）
- 『男女共同参画白書』（内閣府, 2001-）